# باند صحرایی توفل
باند صحرایی توفل (به انگلیسی: Teufel's Farm Strip) یک فرودگاه تعطیل است که یک باند فرود چمن دارد و طول باند آن ۴۸۷ متر است. این فرودگاه در کشور ایالات متحده آمریکا قرار دارد و در ارتفاع ۶۰ متری از سطح دریا واقع شده است.